# Kașkarivka, Solone
Kașkarivka (în ucraineană Кашкарівка) este un sat în comuna Dzerjînivka din raionul Solone, regiunea Dnipropetrovsk, Ucraina.

## Demografie
Componența lingvistică a localității Kașkarivka
     Ucraineană (96,77%)
     Rusă (3,23%)
Conform recensământului din 2001, majoritatea populației localității Kașkarivka era vorbitoare de ucraineană (96,77%), existând în minoritate și vorbitori de rusă (3,23%).